# 郡上本染

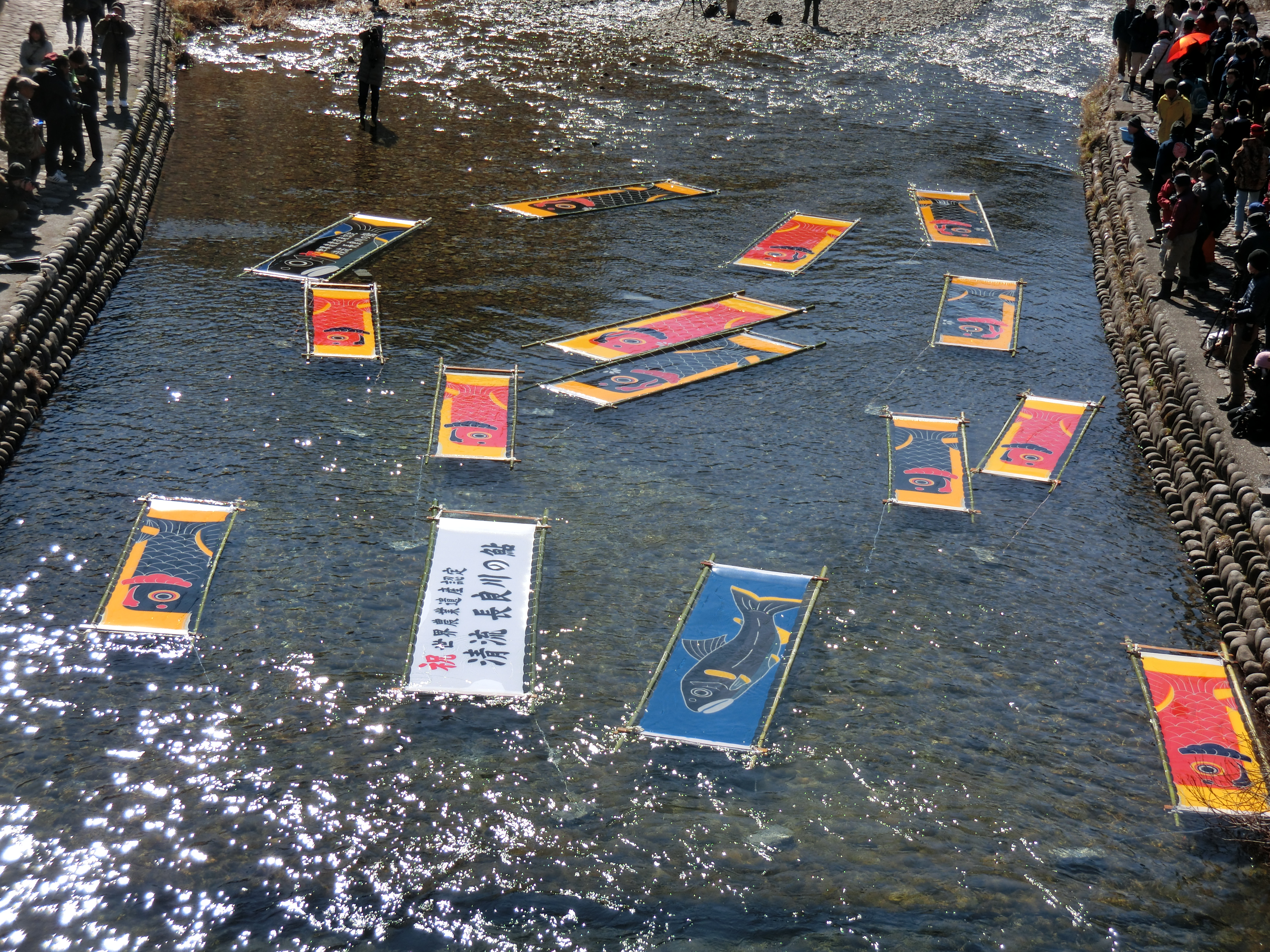
鯉のぼりの寒ざらし

郡上本染（ぐじょうほんぞめ）は、岐阜県郡上市八幡町に伝わる染物。藍染めの一つである筒描藍染と、鯉のぼりなどの幟類の染物が特徴で、天正年間から今なお伝わる。岐阜の伝統工芸の一つで、1977年（昭和52年）に岐阜県の重要無形文化財に指定されている。
毎年大寒の前後に吉田川（長良川支流）で行なわれる「鯉のぼりの寒ざらし」は、冬の風物詩となっている。
1992年（平成4年）3月30日に岐阜県郷土工芸品に指定されている。
安土桃山時代、江戸時代初期から始まり、400年以上の歴史がある。大正時代は17軒の紺屋（藍染専門店）があったというが、現在は1軒が残るのみであり、その仕事場と道具一式は岐阜県重要有形民俗文化財に指定されている。

## 特徴
- 江戸時代から続く藍染の技法を伝えている。深い藍色が特徴。

1. 藍玉（藍の葉を発酵させて玉状にしたもの）と木灰、石灰、麸を混ぜて熟成させた藍液を使用する。
2. 布をこの藍液で数回浸して染め上げる。深い藍色にするために十数回繰り返して染める。
3. 「鯉のぼりの寒ざらし」のように寒ざらしを行なうのは「カチン染め」で染められた物である。寒ざらしは、染め上げた生地の糊を洗い落としながら冷たい川の水に晒す事により、生地をひき締め、色彩を鮮やかにする技法である。

## 主な用途
- 暖簾
- 風呂敷
- タペストリー
- 鯉のぼり
- 幟
- 半纏
- 浴衣
- 座布団カバー　　など